# Kyūkon
"Kyūkon" (球根, lâmpada) é o décimo quarto single da banda de rock japonesa The Yellow Monkey, lançado em 2 de fevereiro de 1998 pela Funhouse e incluído no álbum Punch Drunkard. Foi música tema do programa de música da NHK Pop Jam.
Na edição de junho de 1998 da revista Rockin'On Japan, o músico hide elogiou essa canção. Em sua autobiografia, o vocalista Yoshii disse que no dia do falecimento de hide, cantou essa música em homenagem a ele.

## Produção
O videoclipe foi dirigido por Eiki Takahashi, que o cita como sua obra-prima.
A frase na letra da canção "Makkana jōnetsu (真っ赤な情熱, , paixão vermelha vibrante)" originalmente deveria ser "Makkana senketsu (真っ赤な情熱, , sangue vermelho vibrante)". Foi alterada pois a gravadora avisou que "sangue vermelho vibrante" poderia impedir a música de aparecer nas rádios.

## Desempenho comercial
"Kyūkon" é único single da banda a alcançar a primeira posição na Oricon Singles Chart, permanecendo na parada por oito semanas. No mês de lançamento, foi certificado disco de platina pela RIAJ, por vender mais de 400,000 cópias.

## Faixas
Todas as faixas escritas e compostas por Kazuya Yoshii. 
| N.º            | Título                         | Duração |  |
| 1.             | "Kyūkon" (球根)                | 5:37    |  |
| 2.             | "Amai Keiken" (甘い経験)       | 4:30    |  |
| 3.             | "Kyūkon (Instrumental)" (球根) | 5:37    |  |
| Duração total: | Duração total:                 | 15:45   |  |

## Ficha técnica
The Yellow Monkey
- Kazuya "Lovin" Yoshii – vocais
- Hideaki "Emma" Kikuchi – guitarra
- Yoichi "Heesey" Hirose – baixo
- Eiji "Annie" Kikuchi – bateria